# یواس‌اس آنتونی (دی‌دی-۵۱۵)
یواس‌اس آنتونی (دی‌دی-۵۱۵) (به انگلیسی: USS Anthony (DD-515)) یک کشتی بود که طول آن ۱۱۴٫۷ متر (۳۷۶ فوت) بود. این کشتی در سال ۱۹۴۲ ساخته شد.